# Sokolniki Mokre
Sokolniki Mokre (prononciation en polonais :(prononciation : [sɔkɔlˈniki ˈmɔkrɛ]) est un village polonais de la gmina de Wieniawa dans le powiat de Przysucha de la voïvodie de Mazovie dans le centre-est de la Pologne.
Il se situe à environ 3 kilomètres à l'ouest de Wieniawa (siège de la gmina), 11 kilomètres à l'est de Przysucha (siège du powiat) et à 96 kilomètres au sud de Varsovie (capitale de la Pologne).

## Histoire
De 1975 à 1998, le village appartenait administrativement à la voïvodie de Radom.